# St-Vivien (Pons)

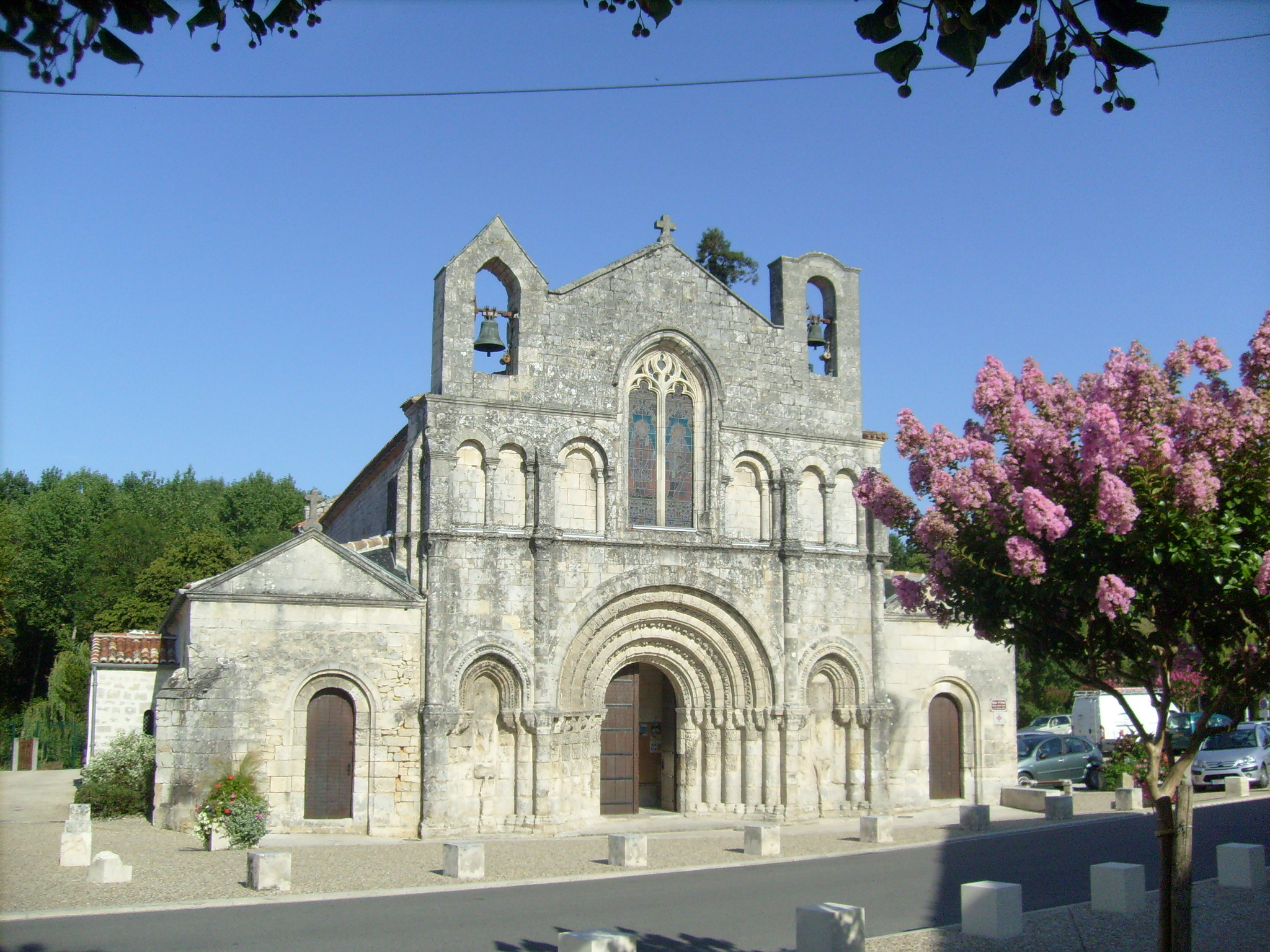
Pons, Kirche Saint-Vivien

Die Kirche Saint-Vivien ist die bedeutendste Kirche von Pons im Département Charente-Maritime in der westfranzösischen Region Nouvelle-Aquitaine. Die Fassade des Bauwerks wurde im Jahr 1912 als Monument historique eingestuft. Der Rest des Bauwerks wurde im 18. Jahrhundert überarbeitet bzw. erneuert.

## Patrozinium
Nur wenige Kirchen Frankreichs, davon aber gleich mehrere in der Saintonge, sind dem hl. Bibianus (auch Vivianus oder Vivien) geweiht, einem angeblichen Bischof von Saintes aus westgotisch-fränkischer Zeit (5. Jahrhundert), über den ansonsten so gut wie nichts bekannt ist. Eine (fiktive) Darstellung des Bischofs findet sich auf der nördlichen Seite der Glasmalereien des 19. Jahrhunderts im gotischen Westfenster.

## Baugeschichte
Die romanische Kirche wurde im 12. Jahrhundert errichtet, jedoch in der Folgezeit mehrfach erweitert und umgebaut. Im 15. Jahrhundert wurde das große spätgotische Maßwerkfenster in der Westfassade eingebaut. Das gesamte Kirchenschiff des ursprünglich einschiffigen Baus mitsamt seiner Apsis wurde im 18. Jahrhundert in großen Teilen überarbeitet bzw. erneuert; die Kirche erhielt zwei Seitenschiffe, was innerhalb der – meist einschiffigen – Bautraditionen der Saintonge äußerst ungewöhnlich ist.

## Architektur

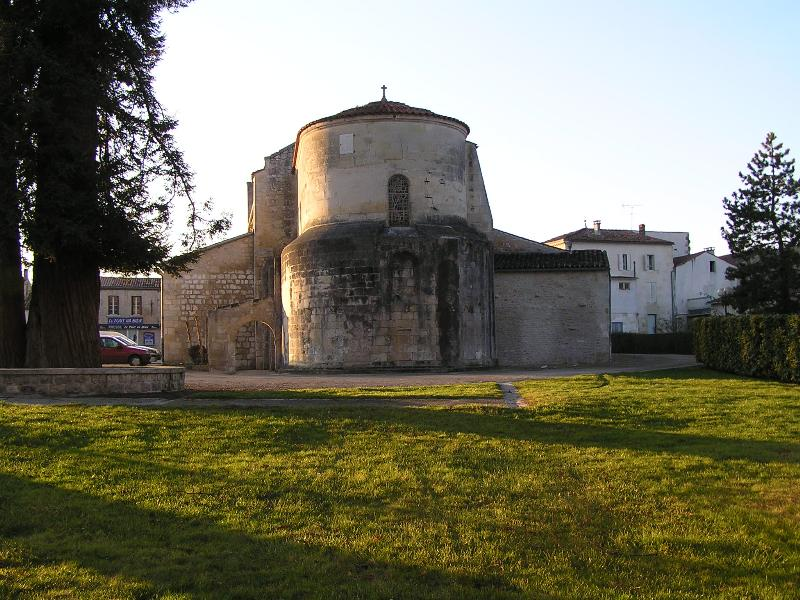
Apsis

### Außenbau
Wie der Großteil des Kirchenbaues, so ist auch die Apsis im 18. Jahrhundert vollständig überarbeitet bzw. erneuert worden. Es fehlen jegliche Gliederungs- oder Dekorelemente wie Strebepfeiler, Lisenen, Gesimse, eingestellte Säulchen, Friese etc.; die Fenster wirken so als wären sie in das umgebende Mauerwerk eingeschnitten. Die Pultdächer der Seitenschiffe sind im 19. Jahrhundert nochmals erneuert worden und haben die ursprünglich geplanten – und wahrscheinlich auch ausgeführten – Satteldächer ersetzt, weshalb die Obergadenfenster im Inneren der Kirche verkleinert werden mussten.

### Westfassade
Die Westfassade der Kirche ist durch zwei horizontale Gesimse und vier vertikale Dienste, die auf Pfeilervorlagen aufruhen, gegliedert. Die untere Ebene besteht aus einem fünffach zurückgestuften tympanonlosen Archivoltenportal; seitlich der beiden inneren Dienste finden sich zwei deutlich kleinere Blendportale, so dass sich insgesamt ein repräsentatives Triumphbogenschema ergibt. Ehemals waren die Archivoltenbögen mit figürlichen und vegetabilischen Motiven geschmückt, von denen sich allerdings kaum etwas erhalten hat; gleiches gilt für den Skulpturenschmuck der seitlichen Scheinportale. Über der Portalzone findet sich eine Zone mit Blendarkaden, von denen die äußeren etwas schmaler und niedriger sind als die inneren. Ob die beiden inneren Arkaden, die jeweils um eine zusätzliche Arkade vertieft in der Wand liegen, einst durchfenstert waren, ist zwar wahrscheinlich, aber heute nicht mehr mit Sicherheit festzustellen – jedenfalls wurden sie im ausgehenden 15. Jahrhundert durch ein zweibahniges spätgotisches Maßwerkfenster mit einem – ansatzweise erkennbaren – Fischblasenmotiv ersetzt, welches bis weit in die völlig dekorlose Giebelzone hineinragt. Die beiden seitlichen Glockengiebel mit ihren unterschiedlichen Dimensionen und Dachaufbauten stammen eindeutig aus späterer Zeit.
Sowohl hinsichtlich des neuzeitlichen gleichmäßigen Mauerwerks (rechts), als auch hinsichtlich ihrer schmucklosen und insgesamt klassizistisch wirkenden, von Kreuzen überhöhten Dreiecksgiebel grenzen sich die beiden seitlichen Bauteile von der mittelalterlichen Bausubstanz der Kirche ab. Es sind die Portalfassaden der im 18. Jahrhundert hinzugefügten Seitenschiffe, durch welche das Kircheninnere eine tiefgreifende Veränderung erfuhr.

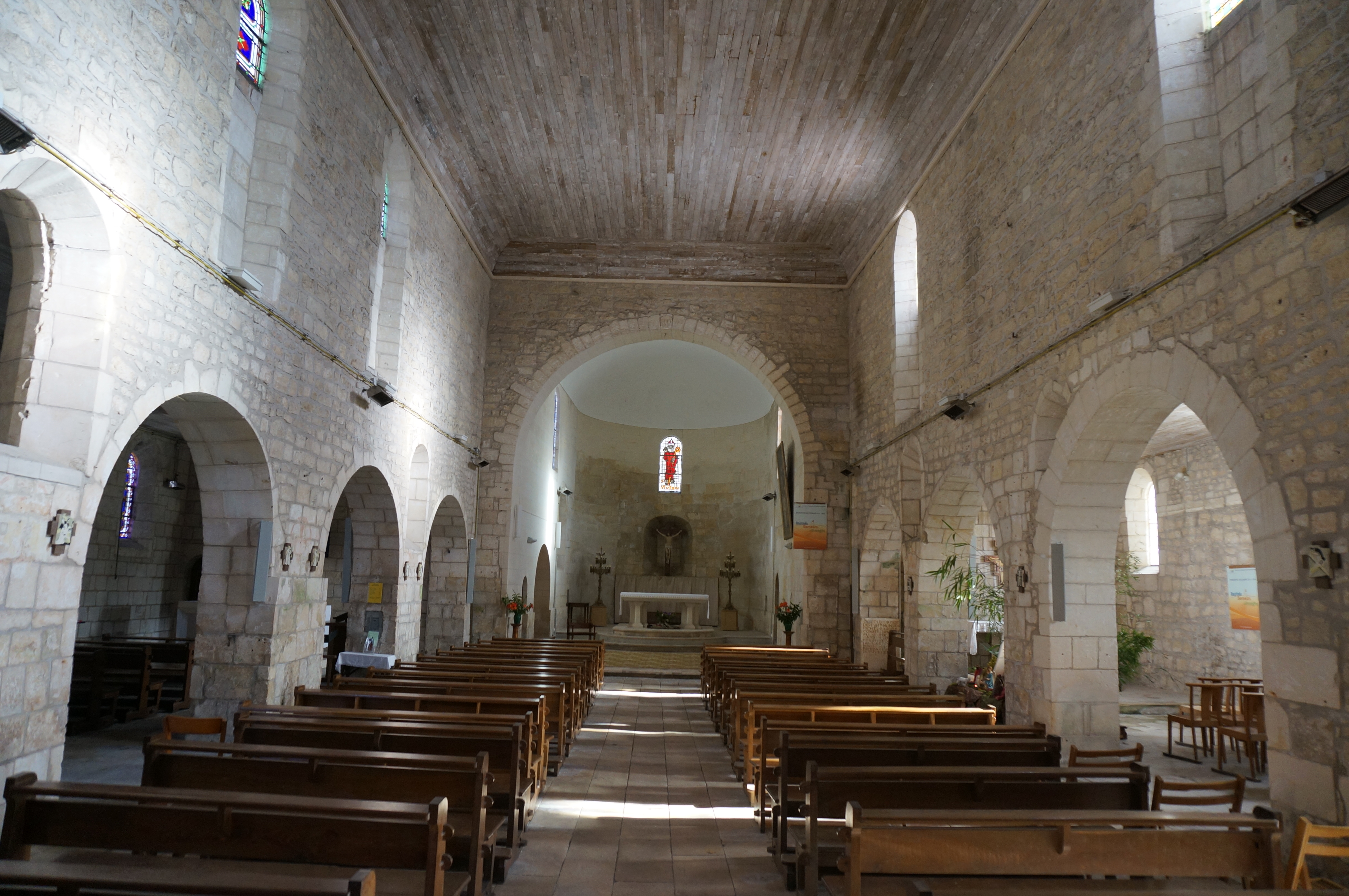
Kircheninneres

### Kircheninneres
Beim Betreten der Kirche fallen sofort die unromanischen Raumproportionen ins Auge: Die Arkadenbögen zu den Seitenschiffen sind niedrig; die gemauerten Pfeiler haben weder Basen noch Kapitelle; auch sonstige Wandvorlagen, die auf ein Gewölbe hindeuten würden, fehlen; die Bögen und Laibungen der Obergadenfenster sind vergleichsweise groß, wenngleich die heutigen Fensterflächen infolge von nachträglichen Vermauerungen eher klein sind. Ein breitgespannter Chorbogen trennt das mit einer flachen Holzdecke überspannte Kirchenschiff vom kalottengewölbten Apsisbereich ab. Die Seitenschiffe sind ebenfalls flachgedeckt.